# Saber Ben Frej
Saber Ben Frej (Karkar, 3 juli 1979) is een Tunesische voetballer (verdediger) die sinds 2008 voor de Franse eersteklasser Le Mans UC uitkomt. Voordien speelde hij voor Étoile Sportive du Sahel in zijn thuisland.